# Shep and the Limelites
Shep and the Limelites waren eine US-amerikanische Doo-Wop-Band der frühen 1960er Jahre.

## Geschichte
Das Trio wurde 1961 von James „Shep“ Sheppard gegründet, der zwischen 1956 und 1958 Leadsänger der Gruppe The Heartbeats war und auch fast alle Songs für diese Gruppe schrieb. Der bekannteste Song des Trios Limelites war Daddy’s Home, mit dem sie Platz 2 der US-Charts erreichten. Der Song wurde 1972 von Jermaine Jackson und 1981 von Cliff Richard gecovert.
Der Song Stick by Me (And I'll Stick by You) wurde zu Beginn der Siebzigerjahre von dem jamaikanischen Reggae-Sänger John Holt gecovert und entwickelte sich zur erfolgreichsten Nummer-1-Single des Jahres 1972 auf Jamaika.
James Sheppard starb am 24. Januar 1970 in seinem Fahrzeug, er war Opfer eines Raubüberfalls.

## Diskografie

### Singles
- 1960: Too Young to Wed / Two Lovin’ Hearts
- 1961: I’m So Lonely / One Week from Today
- 1961: Daddy’s Home / This I Know
- 1961: Ready for Your Love / You’ll Be Sorry
- 1961: Three Steps From The Alter / Oh, What a Feeling
- 1962: Our Anniversary / Who Told the Sandman

### Alben
- 1962: Our Anniversary